# Náměstí Winstona Churchilla
Náměstí Winstona Churchilla na Žižkově v Praze je nazváno podle britského státníka a spisovatele Winstona Churchilla. Nachází se nedaleko hlavního nádraží a vrchu Vítkov před Starou budovou Vysoké školy ekonomické.

## Historie a názvy

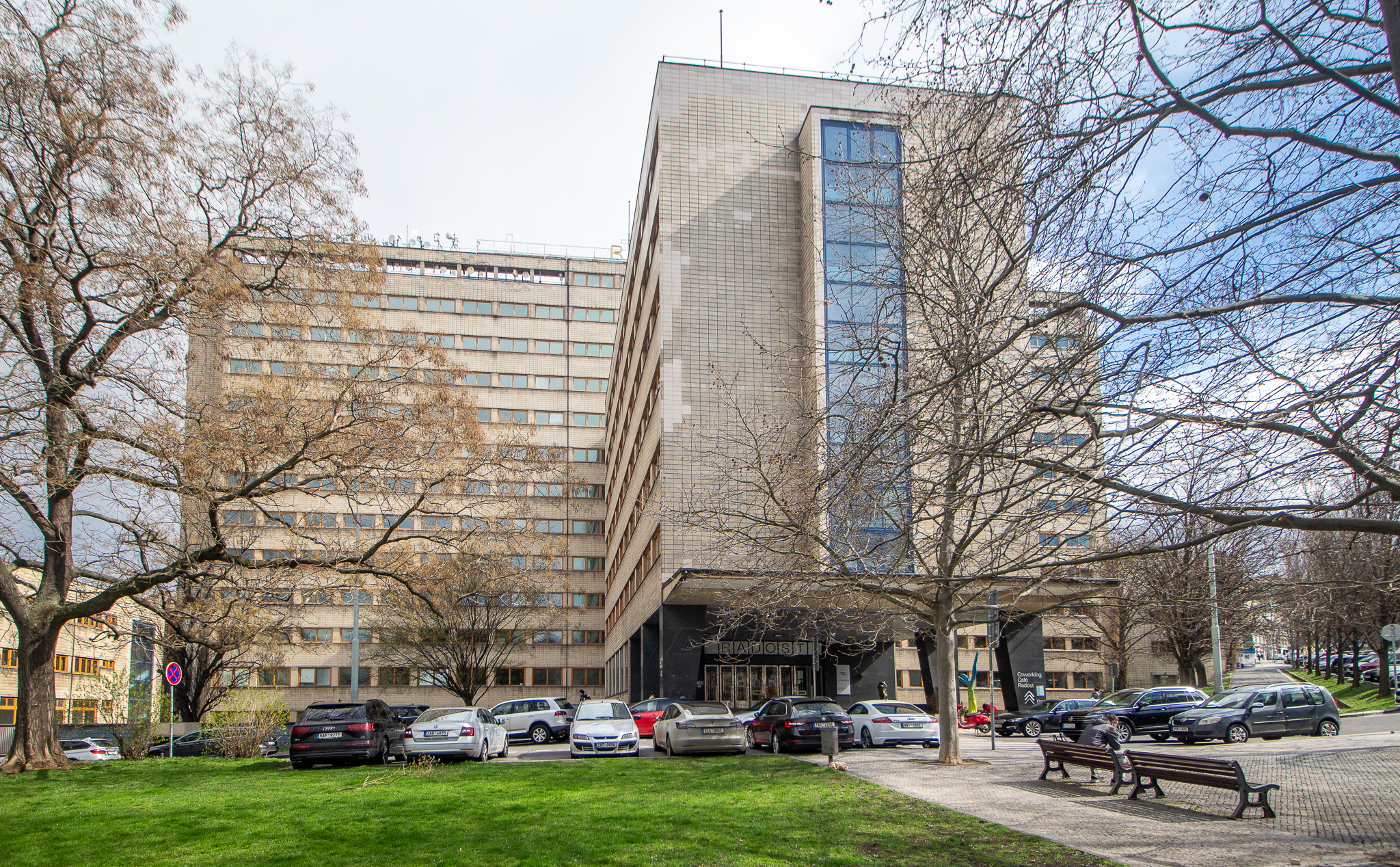
Náměstí W. Churchilla a dům Radost

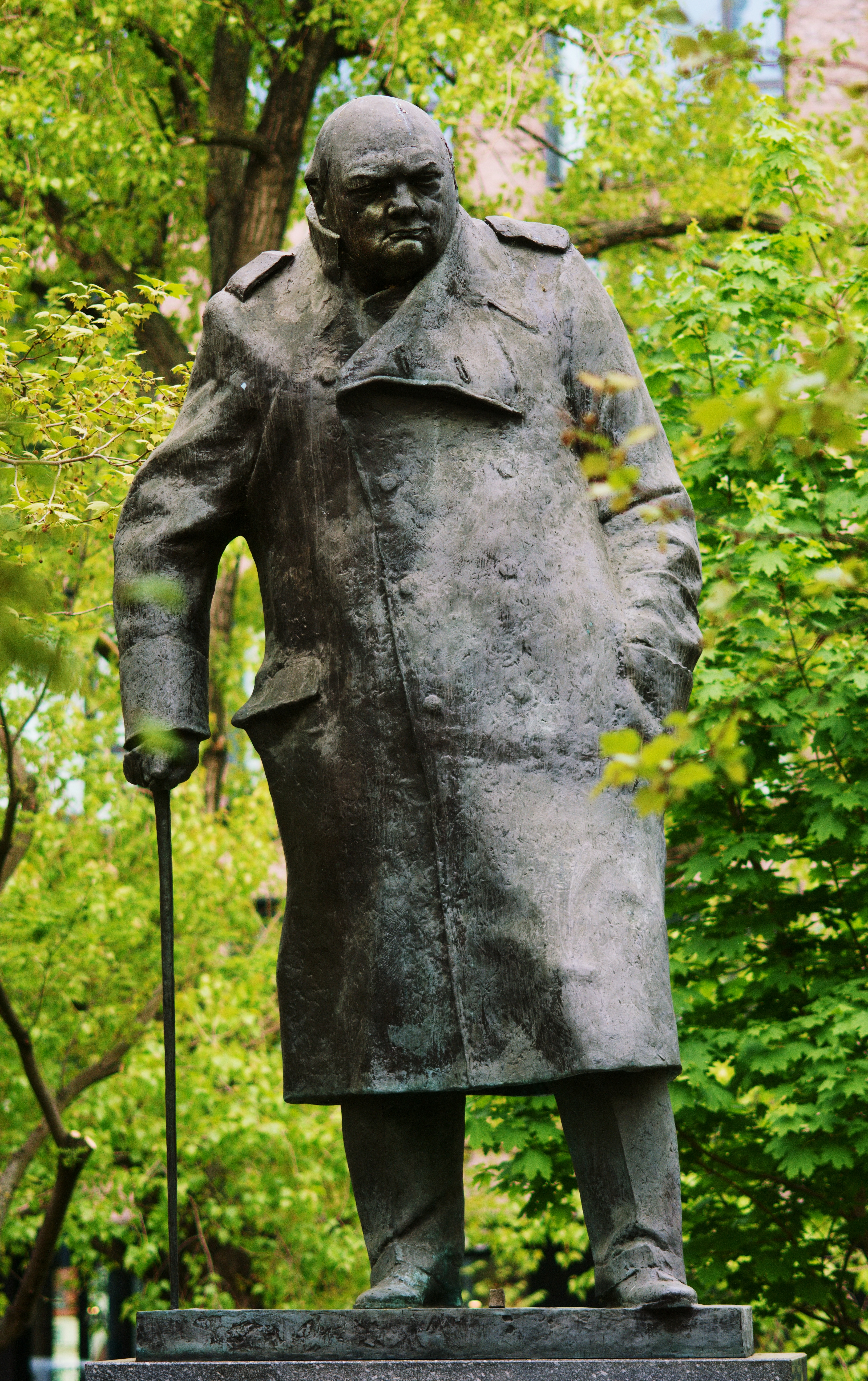
Socha W. Churchilla před VŠE na Churchillově náměstí v Praze 3.

Náměstí vzniklo rekultivací části pozemků zaniklé Pražské obecní plynárny na Žižkově po stavbě budovy Všeobecného pensijního ústavu v roce 1934 (od roku 1951 Dům odborových svazů) a dostalo název „U Pensijního ústavu“. Od roku 1955 mělo název po ministrovi průmyslu Gustavu Klimentovi. Protože prezident ČSSR Antonín Zápotocký byl od roku 1945 i předsedou Ústřední rady odborů, v roce 1977 bylo náměstí pojmenováno po něm a uprostřed byla jeho socha od profesora Jana Simoty.[zdroj?]
Od roku 1990 má náměstí současný název a v roce 1999 tu byla umístěna socha Winstona Churchilla. Tato socha je identická se sochou Winstona Churchilla na Parliament Square v Londýně. Odhalena byla 17. listopadu 1999. Této akce se zúčastnila bývalá premiérka Spojeného království Margaret Thacherová, vnuk Winstona Churchilla a Václav Klaus. Autorem sochy je britský sochař Ivor Roberts-Jones.

## Budovy
- Dům Radost, dříve též Dům odborových svazů (DOS) – čísla 1, 2 a 3; funkcionalistická stavba podle architektů Karla Honzíka a Josefa Havlíčka
- Vysoká škola ekonomická v Praze – číslo 4, funkcionalistická budova postavená v roce 1935.
- Churchill Square – kancelářský a bytový komplex z roku 2020